# Edifício na Rua da Senhora do Monte, nº46
O Edifício na Rua da Senhora do Monte, nº46 é um edifício classificado como Imóvel de Interesse Municipal, localizado em Lisboa, Portugal.

## Localização
Foi edificado na freguesia de São Vicente (Graça), junto ao término da Rua da Senhora do Monte, a poucos metros do Miradouro da Senhora do Monte, confinando os seus jardins com as traseiras da Capela de Nossa Senhora do Monte e com a Travessa das Terras do Monte.

## Descrição[2]
Este imóvel é constituído por dois edifícios e um jardim, tendo um sido construído em 1904 e o outro em 1908.

### Edifício de 1904
Apresenta uma Planta em forma de "L" com quatro pisos.
As janelas têm lintel recto, com moldura simples. A fachada a Nordeste, apresenta um corpo avançado de dois andares (tipo Bay window).
| {{{caption}}}                            |
| Edifício visto da Rua Damasceno Monteiro |

| {{{caption}}}           |
| Janela com lintel recto |

| {{{caption}}} |
| Bay window    |

### Edifício de 1908
De dois pisos, foi construído encostado ao flanco Sudoeste do primeiro e tem uma planta rectangular com um telhado de quatro águas e sótão com duas trapeiras.
As janelas apresentam lintel de "arco abatido" e com moldura em cantaria, ornada com elementos florais.
Cada mansarda dá para um varandim com guarda em ferro forjado. Na parte inferior da que se encontra virada para a Rua da Senhora do Monte, a cantaria apresenta as letras  "B DE M", enquanto que na outra, a cantaria apresenta a data de "1909".
| {{{caption}}}                   |
| Mansarda com a inscrição B de M |

| {{{caption}}}                 |
| Mansarda com a inscrição 1909 |

| {{{caption}}}          |
| Janela de arco abatido |

| {{{caption}}}                          |
| Cantaria, ornada com elementos florais |

| {{{caption}}}                          |
| Cantaria, ornada com elementos florais |

## História
O terreno onde foi construído teve diversos proprietários ao longo da história podendo dentre eles destacar-se: Ordem de Santo Agostinho (extinta em 1834), Clemente José Monteiro ( - 1848), a Irmandade dos Escravos de São Gens e de Nossa Senhora do Monte, Barbosa de Magalhães e Herdeiros de Barbosa de Magalhães.
O edifício aí construído em 1904, foi adquirido por José Maria Vilhena Barbosa de Magalhães que mandou edificar em 1908 um novo edifício encostado ao anterior, aumentando assim substancialmente a área edificada. É também da época da construção do segundo imóvel o jardim existente ainda hoje.
No ano de 1947, foi acrescentada no lado Nordeste, uma garagem.
Os Herdeiros de Barbosa de Magalhães, no ano de 1979 mandaram fazer diversas alterações no conjunto habitacional, que foi alvo de obras de reestruturação, ampliação e divisão.  A divisão consistiu na formação de quatro fracções autónomas. O Projecto dessas obras foi da autoria dos arquitectos Manuel Graça Dias, António Marques Miguel e António de Campos Barbosa Magalhães.

## Prémios
- Menção Honrosa do Prémio Valmor e Municipal de Arquitectura (1983) — Pela remodelação feita em 1979 pelos arquitectos Manuel Graça Dias, António Marques Miguel e António de Campos Barbosa Magalhães.

| “ | Excelente sentido de integração dos espaços interiores renovados, sem qualquer prejuízo da forma existente | ” |
|   | — Câmara Municipal de Lisboa.                                                                              |   |